# Peter Lorimer
Peter Patrick Lorimer (14. prosince 1946, Dundee – 20. března 2021) byl skotský fotbalista. Zemřel 20. března 2021 ve věku 74 let na rakovinu.
Hrál na postu záložníka, především za Leeds United FC. Byl na MS 1974.

## Hráčská kariéra
Peter Lorimer hrál na postu ofenzivního záložníka a někdy útočníka za Leeds United, Cape Town City, Toronto Blizzard, York City, Vancouver Whitecaps a UC Dublin.
V Leedsu, za který hrál v nejslavnějším období klubu, drží 2 primáty. Je nejmladším hráčem klubu (nastoupil za áčko už v 15 letech) a dal nejvíc gólů celkem i v lize.
Za Skotsko hrál 21 zápasů a dal 4 góly.

## Úspěchy

### Klub
Leeds
- Football League First Division (2): 1969, 1974
- FA Cup (1): 1972
- Football League Cup (1): 1968
- Veletržní pohár (2): 1968, 1971, finále 1967
- PVP: finále 1973
- PMEZ: finále 1975